# Danmarks kraftigste orkaner
|  | Sammenskrivningsforslag Artiklen Danmarks kraftigste orkaner er foreslået føjet ind i Navngivne storme i Danmark. (Siden september 2019) Diskutér forslaget |

Danmarks kraftigste orkaner
Vi begyndte i 1857 at registrere storme, orkaner osv. 
Vi har sidenhen haft nogle orkaner der har haft så stor betydning for vores land at vi stadig i dagligdagen snakker om dem. 
Man definerer en orkan hvis middelvinden er over 32,7. 
25,0 - 28,4 STORM
28,4 - 32,7 STÆRK STORM
32,7 - 79,0 ORKAN
79+ EKSTREM ORKAN = Aldrig set i Danmark!
Stormene her er sat op efter styrke og ikke årstal, dødelighed, konsekvenser m.m
Oktoberorkanen 2013 Navn: Allan
Oktoberorkanen 2013 var den hidtil kraftigste orkan vi har haft i Danmark. Orkanen hærgede den 28. oktober 2013 og nåede en vindstyrke på 57,8 m/s og en middelvind på 41 m/s. 
Orkanen gik i land i Ringkøbing ved 13-tiden 2013. Bare få timer efter rev den hele tage af, og væltede bygninger for op til 1 mia. DKK. 
Orkanen sluttede officielt klokken 22 samme aften og varede kun 9 timer. Orkanen nåede på Beauforet-skalaen end styrke på kategori 4.
Decemberorkanen 1999 Navn: Adam
Decemberorkanen 1999 var den hidtil voldsomsete orkan i Danmark. Orkanen hærgede den 3. december 1999 og nåede vindstyrke på 56,1 m/s, og en middelvind på 40,7, dog blæste vindmåleren i stykker hvilket gjorde at stormen formelt set kunne have været kraftigere, selv kraftigere end den i 2013, men måtte officielt slutte med en 2. plads. Stormen gik i land ved Hanstholm og bevægede sig i en bue ned over Danmark. Trods at orkanen officielt set var svagere end den i 2013, anrettede denne meget mere skade da vi i Danmark på daværende tidspunkt ikke kunne håndtere ed storm af denne styrke. Stormen blev officielt afblæst kl. 01.00 om natten og varede i 14 timer. Orkanen nåede en styrke op til kategori 4.
Decemberorkanen 2013 Navn: Bodil
Decemberorkanen 2013 var den hidtil mest ødelæggende orkan. Orkanen hærgede den 5. december 2013 og nåede en vindstyrke på 54,7 m/s, og en middelvind på 39-40 m/s. Orkanen var speciel i den den ramte blot halvanden måned efter den tidligere orkan samme år. Orkanen var også speciel da den førte ENORME mængder vand med sig. Vandmaasserne betød ingen strøm, fornyet huse, men også at ikke kystsikrede sommerhuse styrtede i vandet. Orkanen gik i land kl. 12 og blev officielt afblæst kl. 21.30 samme aften og den varede i 8,5 time. 
Af erfaring fra sidste gang, havde man i særligt tilfælde lukket alle skoler, offentlige arbejdspladser og givet total udgangsforbud. Orkanen nåede styrke svarende til en kategori 4
Adventorkanen 2015
Adventorkanen 2015 var den hidtil mest u-forudsete orkan. Orkanen hærgede den 30. november 2015 og var lidt specielt på den først søndag i advent. Orkanen gik i land kl. 19 den 30 november 2015 og blev afblæst kl. 01.00 1. december. Orkanen kom ekstremt hurtigt ind over Danmark og havde fatale følger. Orkanen havde nemlig en kraft i vindstyrke på op til 51,4 m/s og middelvinden var 41-44 m/s. 
Trods at dette ikke var den stærkeste storm havde den meget fatale følger. Dens styrke nåede nogenlunde en høj kategori 3.